# Arndt Teichmann
Arndt Teichmann (* 3. Dezember 1934 in Dresden) ist ein deutscher Rechtswissenschaftler und ehemaliger Hochschullehrer.

## Leben und Werk
Teichmann studierte Psychologie und Rechtswissenschaften an den Universitäten München und Göttingen. Sein Erstes und sein Zweites Juristisches Staatsexamen legte er in Göttingen ab und arbeitete in der Folge ab 1959 als wissenschaftlicher Mitarbeiter am Göttinger Lehrstuhl von Gerd Rinck. Unter dessen Betreuung wurde Teichmann 1961 in Göttingen zum Dr. iur. promoviert. Anschließend arbeitete er als wissenschaftlicher Assistent von Rinck und schloss 1969 nach einem Forschungsaufenthalt an der Universität Aix-Marseille seine Habilitation ab.
Ab 1971 war Teichmann Professor an der Universität Kiel. 1972 wechselte er an die Universität Mainz, wo er bis zu seiner Emeritierung 2003 den ordentlichen Lehrstuhl für Allgemeine Rechtslehre, Bürgerliches Recht, Handels- und Gesellschaftsrecht, Deutsches und Europäisches Wirtschaftsrecht innehatte. Von 1974 bis 1999 war er zudem Richter im zweiten Hauptamt am Oberlandesgericht Koblenz.
Teichmanns Forschungsschwerpunkte lagen vor allem in der Methodenlehre, im Schuldrecht, Gesellschaftsrecht und Wettbewerbsrecht. In Fachkreisen erlangte er zudem Bekanntheit durch seine umfassenden Kommentierungen in den BGB-Kommentaren Jauernig und Soergel sowie im von Marcus Lutter herausgegebenen Kommentar zum Umwandlungsgesetz. 

## Schriften (Auswahl)
- Die Gesetzesumgehung. Schwartz, Göttingen 1962 (Dissertation).
- Gestaltungsfreiheit in Gesellschaftverträgen. C. H. Beck, München 1970 (Habilitationsschrift).
- Leistungsstörungen und Gewährleistung. Beck, München 1976, ISBN 3-406-05420-X.
- Fälle, Fragen und Texte zum Gesellschaftsrecht. 2. Auflage. Metzner, Frankfurt am Main 1977, ISBN 978-3-7875-5257-3.
- Empfiehlt sich eine Neukonzeption des Werkvertragsrechts? C. H. Beck, München 1984, ISBN 978-3-406-30282-4.
- Vertragliches Schuldrecht: Leistungsstörungen und Gewährleistung. 4. Auflage. C. H. Beck, München 2008, ISBN 978-3-406-56917-3.